# Belton House
Belton House je venkovské sídlo v Beltonu nedaleko Granthamu v hrabství Lincolnshire v Anglii, které nechal v letech 1685 až 1688 postavit sir John Brownlow, 3. baronet. Je obklopeno formálními zahradami a řadou alejí vedoucích k okrasným stavbám, tzv. follies, v rozsáhlejším zalesněném parku. Belton je hodnocen jako jeden z vrcholů architektury období restaurace a je považován za vynikající příklad typického anglického venkovského sídla; dokonce se tvrdí, že hlavní průčelí Beltonu bylo inspirací pro moderní britské dálniční značky, které udávají směr k honosným sídlům.
Přibližně tři století až do roku 1984 byl Belton House postupně sídlem rodu Brownlowů, který poprvé získal pozemky v této oblasti koncem 16. století, a jejích dědiců Custů. Navzdory svému velkému bohatství se John Brownlow rozhodl postavit poměrně skromný dům, a ne jeden z velkolepých barokních paláců, které v té době stavěli jiní. Zvolil aktuální styl období restaurace, i když v provinčním provedení. Sídlo si nechal vybavit nejnovějšími inovacemi, jako jsou křídlová okna v hlavních místnostech, a co je důležitější, zcela oddělenými prostory pro personál. Následující generace prováděly v interiéru domu změny, které odrážely jejich měnící se společenské postavení a vkus, ale struktura a charakter stavby se měnily jen málo.
Od první světové války se Custovi, podobně jako mnoho dříve bohatých anglických rodin, potýkali s narůstajícími finančními problémy a nakonec v roce 1984 darovali dům i s většinou jeho vybavení organizaci National Trust, která nyní Belton zpřístupňuje veřejnosti.

## Historie

### Původ Brownlowů a stavba sídla

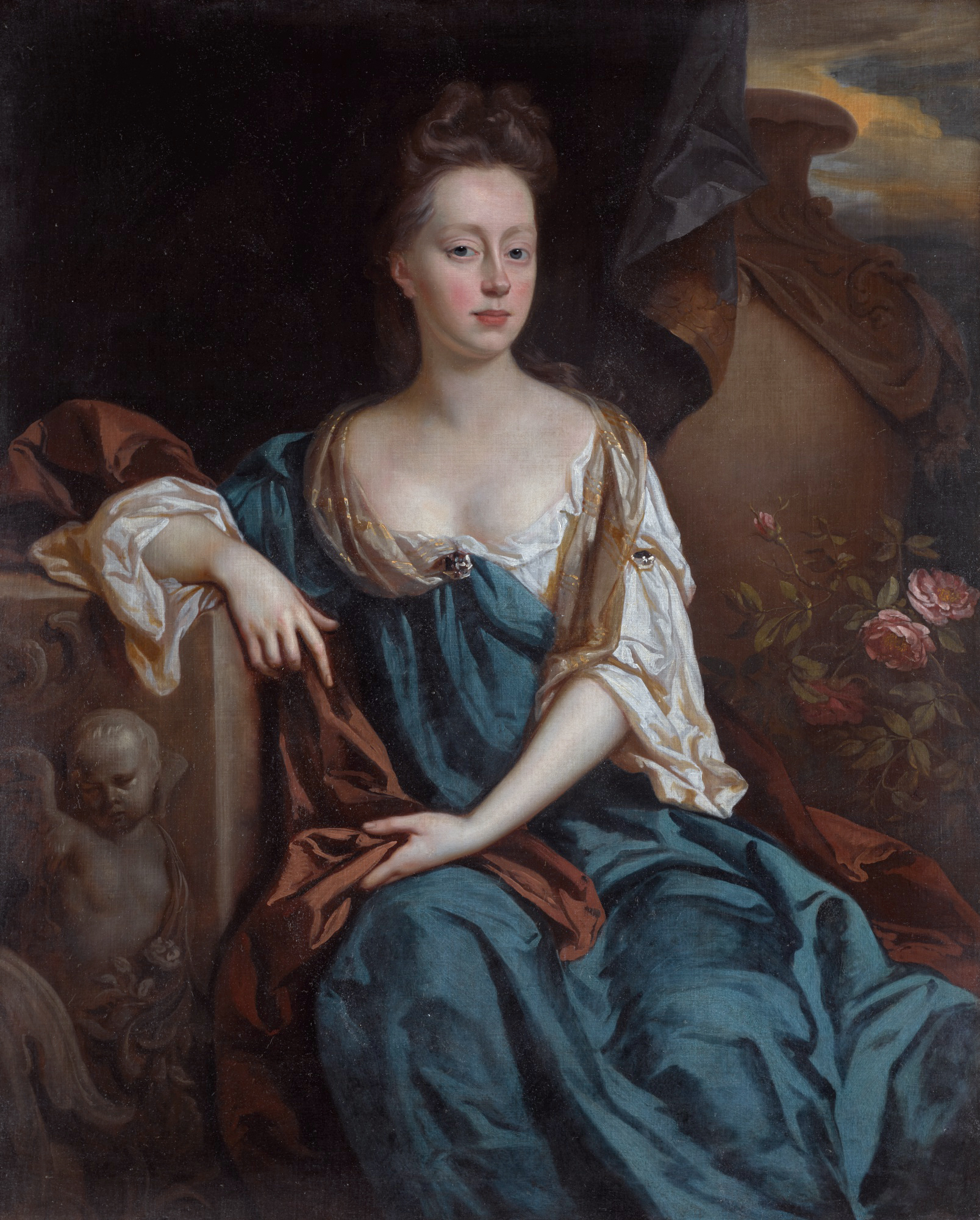
Alice Brownlowová, manželka Johna Brownlowa, 1. baroneta

Rodina Brownlowů, právnická dynastie, začala v roce 1598 nakupovat nemovitosti v Lincolnshire, aby zvýšila své příjmy. Mezi tyto nemovitosti patřilo i panství Belton, vzdálené 2 míle (3,2 km) od Granthamu. Richard Brownlow, který stál za bohatstvím rodiny, zahájil v roce 1603 jednání o získání panství od sira Henryho Pakenhama a o šest let později zajistil jeho nákup s věcným břemenem. V roce 1617 hostili Pakenhamovi na panství na jednu noc krále Jakuba I. Tato událost je finančně zruinovala a vedla k tomu, že se vzdali svého podílu na majetku ve prospěch Brownlowa výměnou za doživotní rentu. Richard Brownlow se na beltonském panství příliš nezdržoval ani ho příliš neměnil a raději pobýval na jiných statcích. Když Richard Brownlow zemřel, jeho nástupcem se stal jeho syn sir John Brownlow I., který sám zemřel bezdětný v roce 1679. John Brownlow však přilnul ke dvěma svým vzdálenějším pokrevním příbuzným: k prasynovci, který se rovněž jmenoval John Brownlow, a k praneteři Alici Sherardové, kteří se vzali v roce 1676, když bylo oběma 16 let.
Poté, co zdědili majetek svého prastrýce, se Alice a John Brownlowovi snažili proniknout do londýnské vyšší společnosti. Za tímto účelem si koupili městský dům na nově módním Southampton Square v Bloomsbury a rozhodli se v Beltonu postavit nové venkovské sídlo, aby se mohli chlubit svým bohatstvím. V roce 1684 si obstarali dělníky a materiál na stavbu, najali zedníky, cihláře a kameníky a pečlivě zbourali staré panské sídlo, které stálo nedaleko dnešní oranžerie, aby recyklovali jeho součásti. Základní kámen Belton House byl položen 23. března 1685 a hrubá stavba byla z velké části dokončena ve druhé polovině následujícího roku. Interiéry domu byly dokončeny v roce 1687.

### Sídlo Brownlowů

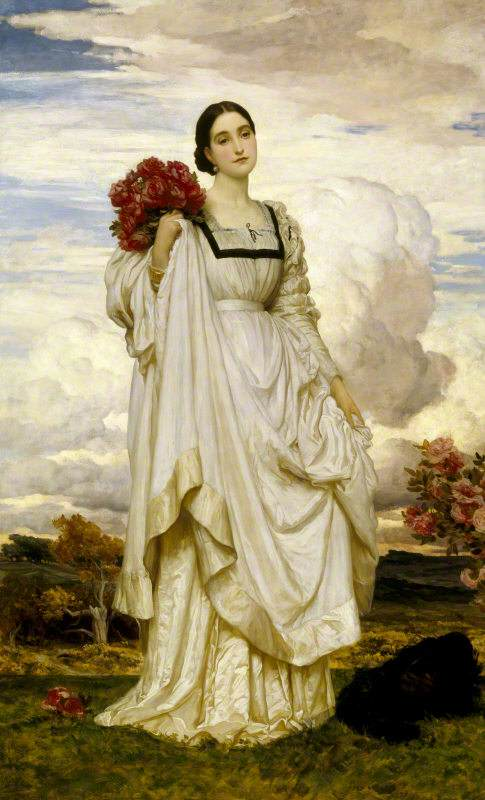
Adelaide, manželka 3. hraběte Brownlowa.

Brownlowovi se do Belton House nastěhovali v listopadu 1688. Dne 29. října 1695 hostili krále Viléma III., který si prý pobyt užil tak, že následujícího dne při návštěvě Lincolnu údajně kvůli kocovině nedokázal vzít do úst ani sousto. O dva roky později, v červenci 1697, spáchal sir John Brownlow II. v sídle svého příbuzného v Dorsetu sebevraždu. Vlastnictví Beltonu přešlo na jeho bratra Williama, který Alici dovolil zůstat v domě až do její smrti v roce 1721; ta strávila tento čas zařizováním výhodných sňatků pro svých pět dcer. Jeden z těchto sňatků byl mezi nejmladší dcerou Eleonorou a sirem Johnem Brownlowem III, Williamovým synem. John III., který se v roce 1718 stal vikomtem Tyrconnelem, zdědil Belton House po Alicině smrti a dům znovu vybavil.
Sir John Brownlow III. také zemřel bezdětný v roce 1754 a stejně jako sir John Brownlow I. soustředil své síly na synovce, který se rovněž jmenoval John, syna své sestry Anne a sira Richarda Custa. Rodina Custů zbohatla obchodem s otroky. Po smrti Johna III. zdědila dům Anne Beltonová a žila v něm až do roku 1766, kdy jej darovala Johnu Custovi. Ten byl v roce 1743 zvolen poslancem za Grantham a v letech 1761 až 1770 byl předsedou Dolní sněmovny. Anne mu poskytla dům proto, aby měl sídlo odpovídající jeho politickému postavení. Cust zemřel v roce 1751 kvůli „neobvyklé námaze“ svého úřadu, jak uvádí jeho pomník v Beltonu, a Belton přešel na jeho syna Brownlowa Custa, který byl v roce 1776 jmenován baronem Brownlowem.
Brownlow Cust provedl v Belton House rozsáhlé změny. Nejprve v letech 1770 až 1771 zajistil opravy jeho interiérů a poté najal architekty Jamese Wyatta a Johna Langwortha, aby dům po zbytek století modernizovali. V roce 1807 Brownlow Cust zemřel a nástupcem se stal jeho syn John. Ten rovněž prováděl v Belton House a jeho areálu změny, přičemž v letech 1809 až 1820 zaměstnal Jeffryho Wyatvilla, synovce Jamese Wyatta, a ve 30. letech 19. století Anthonyho Salvina. Po Johnově smrti v roce 1853 po něm nastoupil vnuk, který sám zemřel v roce 1867 a zanechal Belton House s panstvím dalšímu vnukovi, Adelbertu Brownlow-Custovi, 3. hraběti Brownlowovi.

Ačkoli Adalbert raději bydlel v Ashridge nebo na Carlton House Terrace v Londýně, strávil zbytek 19. století navracením Belton House do podoby ze 17. století. Do 20. století proto dům vstoupil v dobrém stavu a zachovalý. Dvacáté století však přineslo Beltonu a jeho panství vážné problémy. V lednu 1921 zemřel třetí hrabě bezdětný. V důsledku toho jeho titul zanikl a jeho majetek zdědil Adelbert Salusbury Cockayne-Cust, 5. baron Brownlow. Klesající hodnota rodinných pozemků a dědická daň za 3. hraběte donutily 5. barona prodat Ashridge a jeho umělecké sbírky. Další dědická daň se musela platit po Adelbertově smrti v roce 1927, kdy dům předal svému synovci Peregrinovi. Peregrin se podílel na abdikaci Eduarda VIII. v roce 1936 jako jeho dvořan (Lord-in-waiting). Eduard VIII., který se po abdikaci stal vévodou z Windsoru, navštívil Belton ve 30. letech 20. století se svou milenkou Wallis Simpsonovou, kterou se Brownlow v průběhu krize marně snažil přesvědčit, aby zůstala v Belton House.

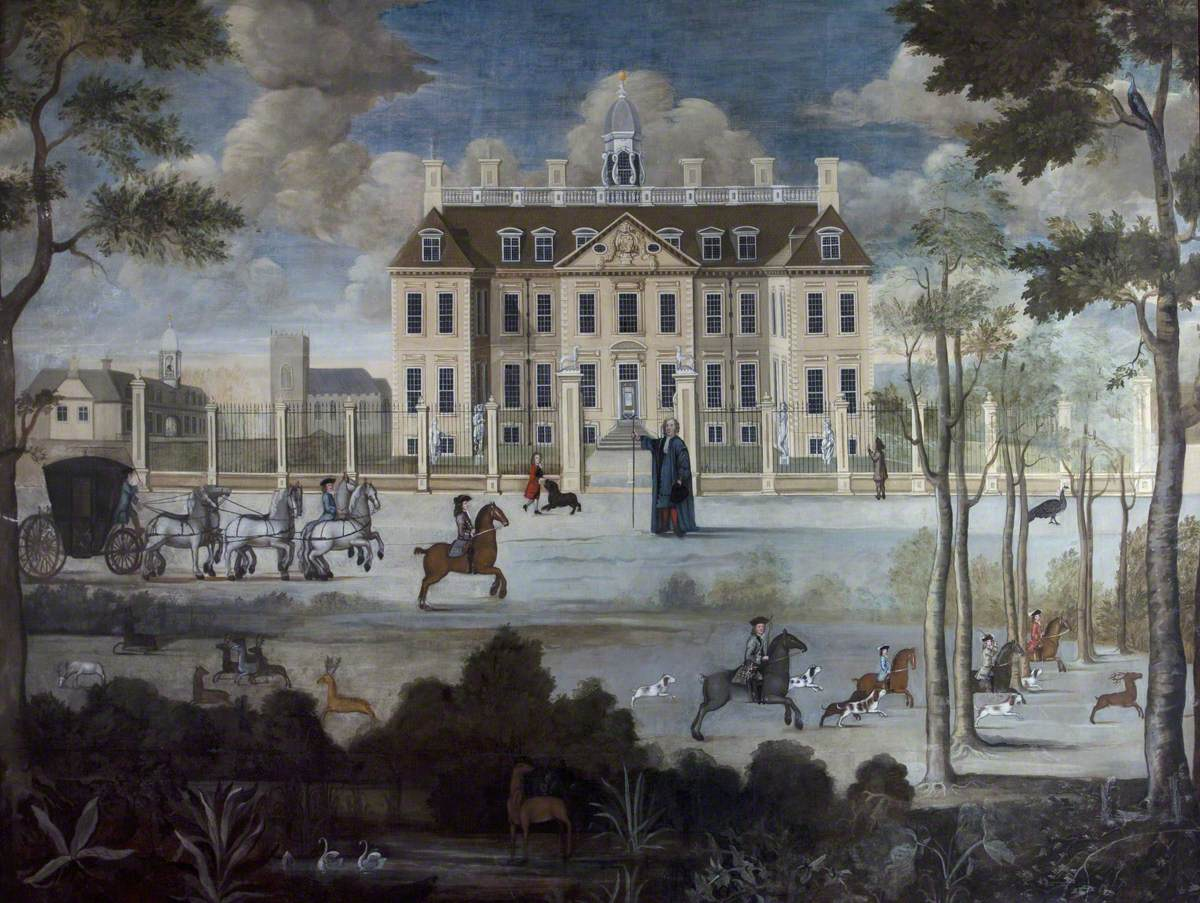
Jižní křídlo Belton House v letech 1710 až 1720
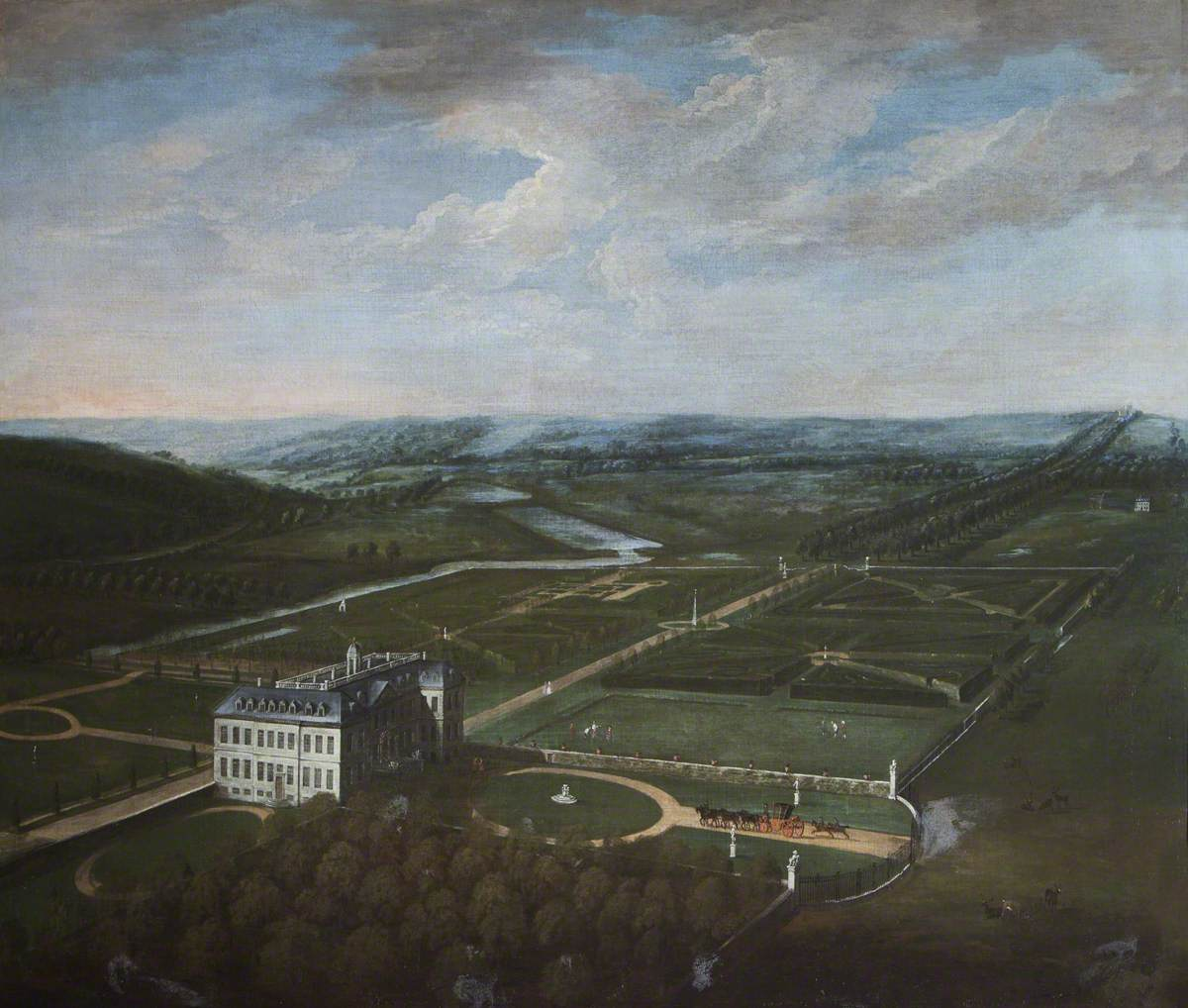
Belton House na malbě Johna Harrise v polovině 18. století
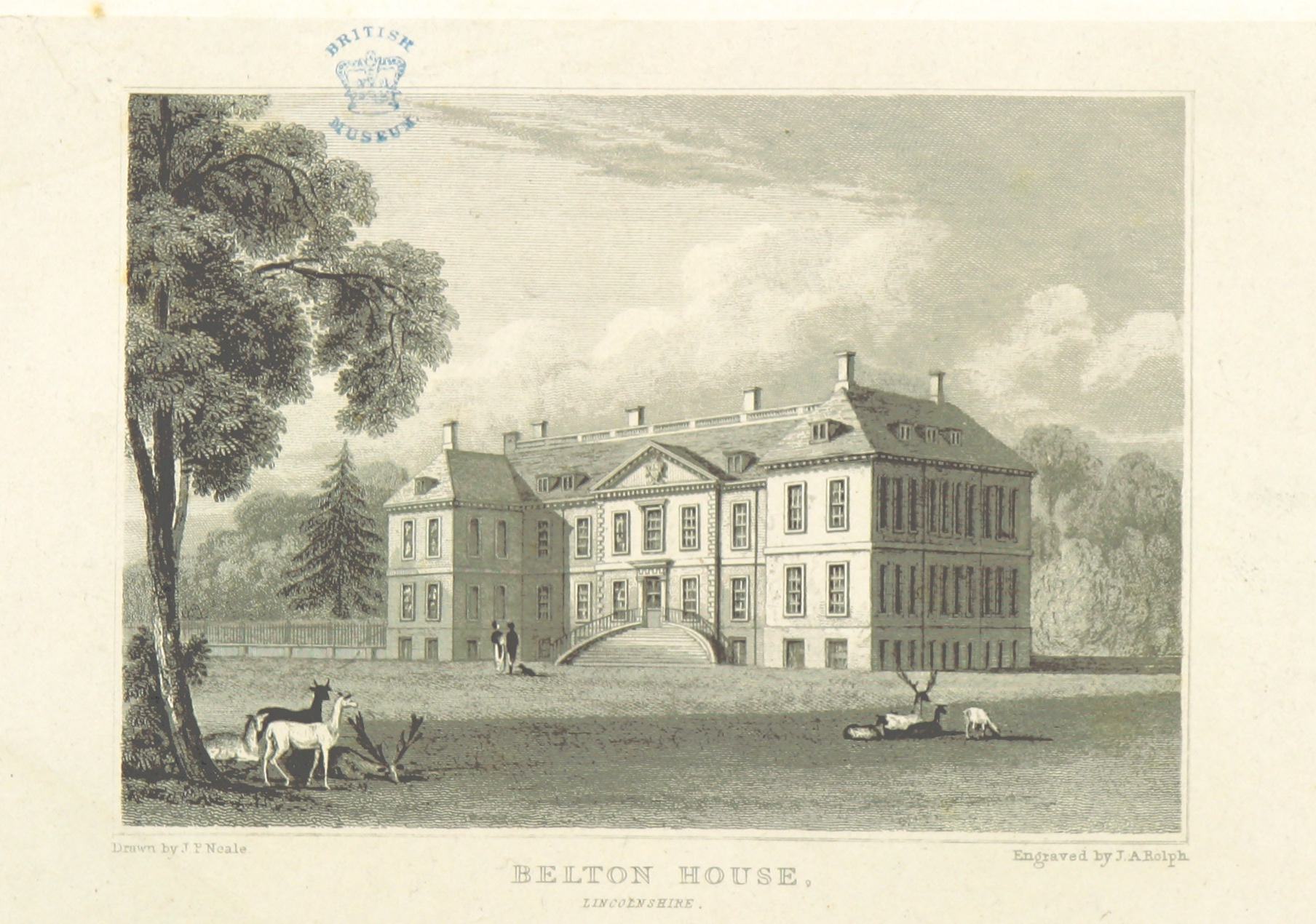
Belton House v roce 1818
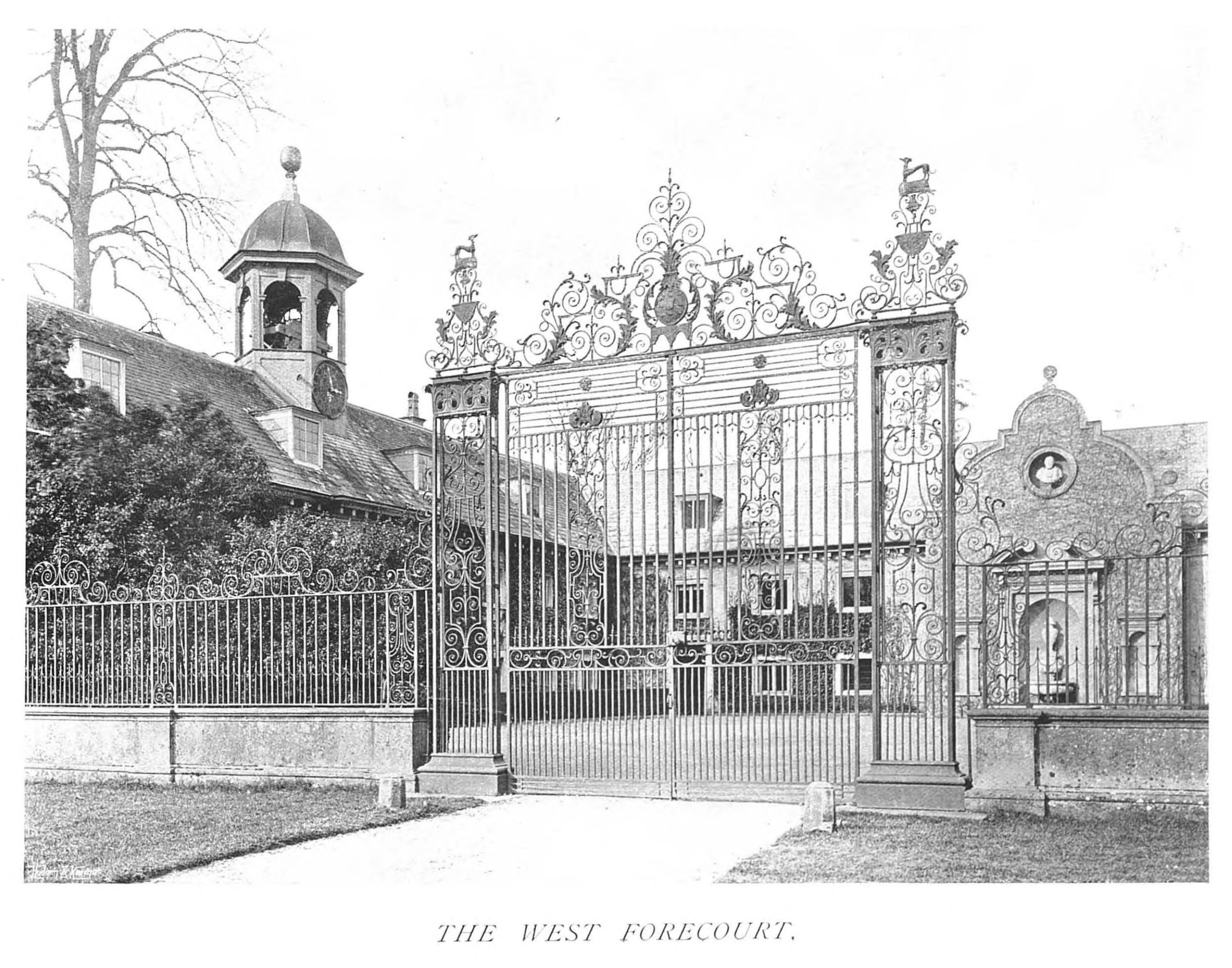
Brána Belton House v roce 1904

### Belton House a světové války
V Belton Parku se po mnoho let před začátkem první světové války nacházely dočasné tábory pro výcvik jednotek britské armády, ale nikdy zde nebylo žádné stálé zařízení. Peregrin na začátku války, stejně jako mnoho dalších britských vlastníků půdy, nabídl dům a pozemky v Beltonu a Ashridge vládě k válečným účelům. Nabídka byla přijata a v srpnu 1914 byl Belton House a jeho park využit jako shromaždiště nově zformované 11. (severní) divize před jejím nasazením. Do dubna 1915 bylo na panství Belton pro vojáky vybudováno malé městečko, jehož součástí byla například YMCA, kino a vlastní železniční trať. V říjnu 1915 bylo v jižní části parku Belton zřízeno domovské a výcvikové středisko kulometného sboru. Do roku 1922 byl tábor uzavřen a všechny vojenské budovy byly zbourány. V roce 2012 provedl tým Time Team na místě archeologický průzkum.
Léta po první světové válce byla pro majitele mnoha velkých panství těžkou zkouškou. Zaměstnanci v interiérech i exteriérech, kteří byli dříve hojní, nezbytní a levní, byli nyní nedostatkovým zbožím. Miliony mužů odešly ze soukromé služby do armády a jen málo z nich se vrátilo. Ženský domácí personál byl povolán do válečné služby v továrnách a nyní si uvědomil, že mimo velká venkovská sídla je snadnější a lépe placená existence.
Během druhé světové války se Belton opět dočkal válečného využití. V březnu 1942 bylo v parku zřízeno skladiště pro pluk RAF jako RAF Belton Park. Vedle skladu se v Belton Parku nacházela také výcviková jednotka důstojníků pluku RAF (OCTU), která poskytovala důstojníkům odborné dovednosti potřebné pro službu v pluku. V roce 1942 byly v Belton Parku zformovány dvě perutě RAF Regimentu: v březnu 2788 Field Squadron a v květnu 2774 Field Squadron. Do listopadu 1944 bylo v Beltonu umístěno 1850 osob. Po skončení války v roce 1946 byl RAF Regiment reorganizován a Belton Park byl nyní označen jako No. 1 Depot. RAF opustil Belton v srpnu 1946 a uzavřel i své sklady v Lincolnshire.

### Národní památka

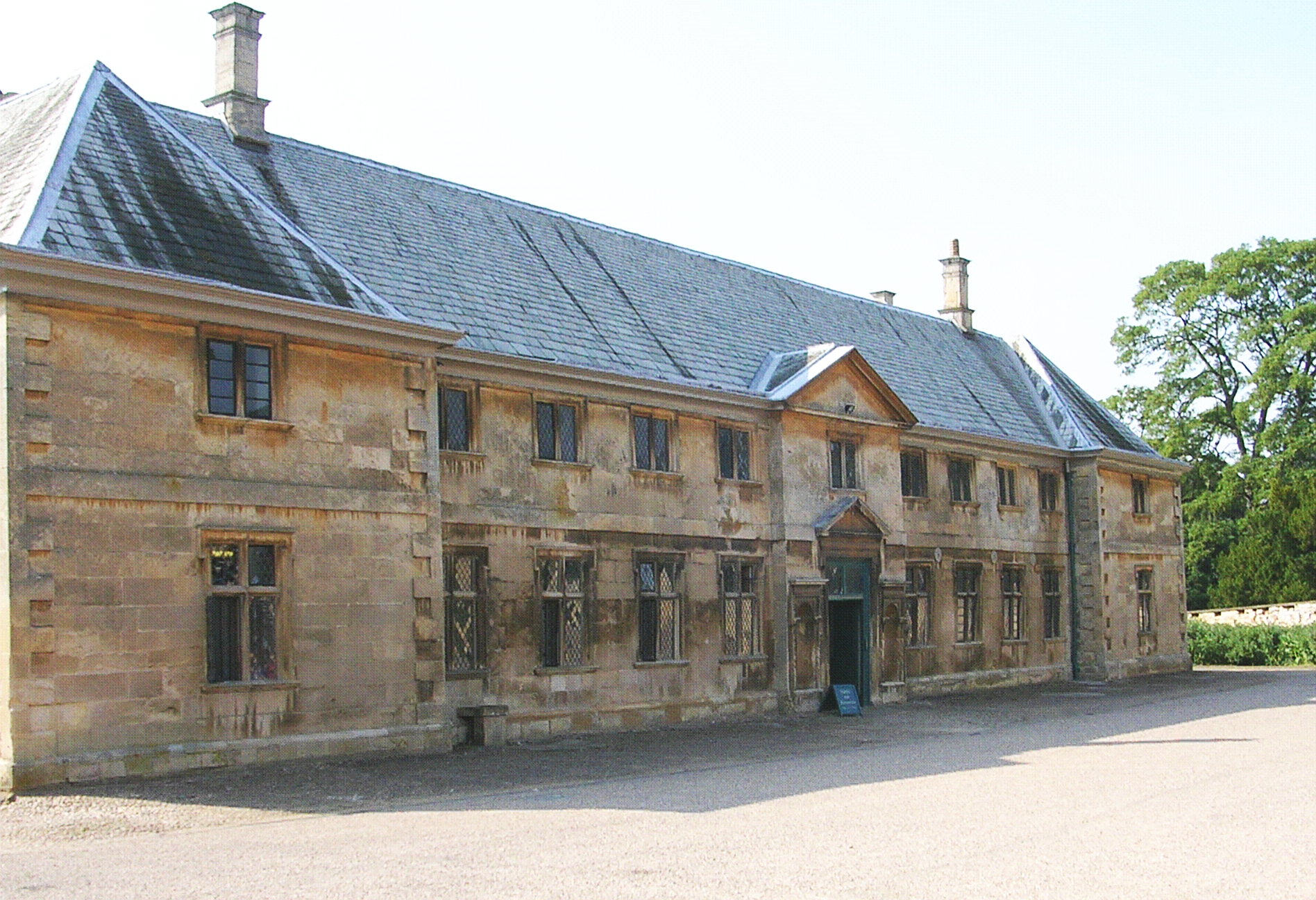
Stáje, které byly zrekonstruovány v roce 2016.

Po obou válkách bylo zbouráno mnoho tisíc venkovských domů vysoké architektonické hodnoty nebo byla celá křídla srovnána se zemí. Jen v roce 1955 byl každých pět dní zbourán jeden dům. V tomto ohledu měl Belton štěstí, že vůbec přežil, protože kromě rodinných problémů dům zchátral natolik, že v roce 1961 šestý baron najal architekta Francise Johnsona, aby dohlédl na tři roky trvající program obnovy. Byla vyměněna střecha, většina obložení byla sejmuta a opravena a byly instalovány nové římsy. V předchozím desetiletí byl Belton zařazen do nejvyššího možného stupně památkové ochrany I., který je vyhrazen pro budovy mimořádného významu. Hlavní průčelí domu se zároveň údajně stalo inspirací pro moderní britské dálniční značky (), které udávají směr k honosným sídlům.
Sedmý baron se pokusil zachovat dům a panství zpřístupněním veřejnosti. V nedalekém lese bylo vybudováno hřiště, které mělo do domu přilákat rodiny jako turistickou atrakci. Finanční potíže však byly příliš velké, a tak v lednu 1984 převedl vlastnictví domu, zahrady a části majetku na National Trust, charitativní organizaci se zkušenostmi se správou historických nemovitostí. V Belton House se konala  od 30. dubna do 2. května 1984 třídenní dražba pořádaná aukční síní Christie's, která zahrnovala 1 022 položek. 1 317 akrů (5,33 km²) parku a velkou část zbývajícího majetku pak National Trust zakoupil za 8 milionů liber (dnes v hodnotě asi 27 milionů liber) s dotací z Národního památkového fondu.
Prioritou Trustu při převzetí Beltonu bylo zřízení restaurace, která by zvýšila příjmy panství a přiměla lidi trávit v Beltonu více času a cestovat za jeho návštěvou z větších vzdáleností. Současně National Trust zavedl nové prvky a atrakce, jako je výstava stříbra shromážděného rodinou Brownlowů, pocházejícího z roku 1698. Další příjmy plynou z využívání nemovitosti jako místa pro natáčení filmů a z licencování Mramorového sálu pro civilní svatby.

## Seznam majitelů Belton House

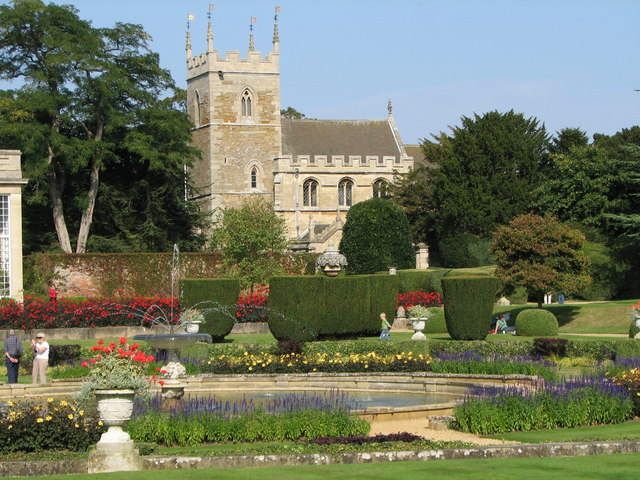
Kostel svatého Petra a Pavla v Beltonu, kde jsou pohřbeni majitelé Belton House

Majitelé Beltonu jsou pohřbeni ve vesnici Belton, ve farním kostele svatého Petra a Pavla, který stojí nedaleko domu. Hrobky Brownlowových jsou dohromady jedním z nejucelenějších souborů rodinných památníků v Anglii. Generace rodu zde byly pohřbívány nepřetržitě po dobu téměř 350 let.
- Sir John Brownlow, 1. baronet (asi 1594–1679). Odkázal Belton svému pravnukovi.
- Sir John Brownlow, 3. baronet (1659–1697). Stavitel domu Belton House.
- Sir William Brownlow, 4. baronet (1665–1702). Bratr výše uvedeného, dovolil své ovdovělé švagrové Alici, aby zůstala na  Beltonu.
- Sir John Brownlow, 5. baronet (1690–1754). Synovec a zeť třetího baroneta. V roce 1718 jmenován vikomtem Tyrconnelem.
- Sir John Cust, 3. baronet (1718–1770). Tyrconnelův synovec.
- Sir Brownlow Cust, 4. baronet (1744–1807). Syn výše uvedeného. V roce 1776 jmenován baronem Brownlowem.
- John Cust, 2. baron Brownlow (1779–1853). Syn výše uvedeného. V roce 1815 jmenován hrabětem Brownlowem.
- John Egerton-Cust, 2. hrabě Brownlow (1842–1867). Vnuk výše uvedeného.
- Adelbert Brownlow-Cust, 3. hrabě Brownlow (1844–1921). Bratr druhého hraběte.
- Adelbert Salusbury Cockayne Cust, 5. baron Brownlow (1867–1927). Bratranec třetího hraběte z druhého kolena.
- Peregrine Cust, 6. baron Brownlow (1899–1978). Syn výše uvedeného hraběte.
- Edward Cust, 7. baron Brownlow (1936–2021). Syn výše uvedeného.
- The National Trust (od roku 1984).

## Popis

### Exteriér

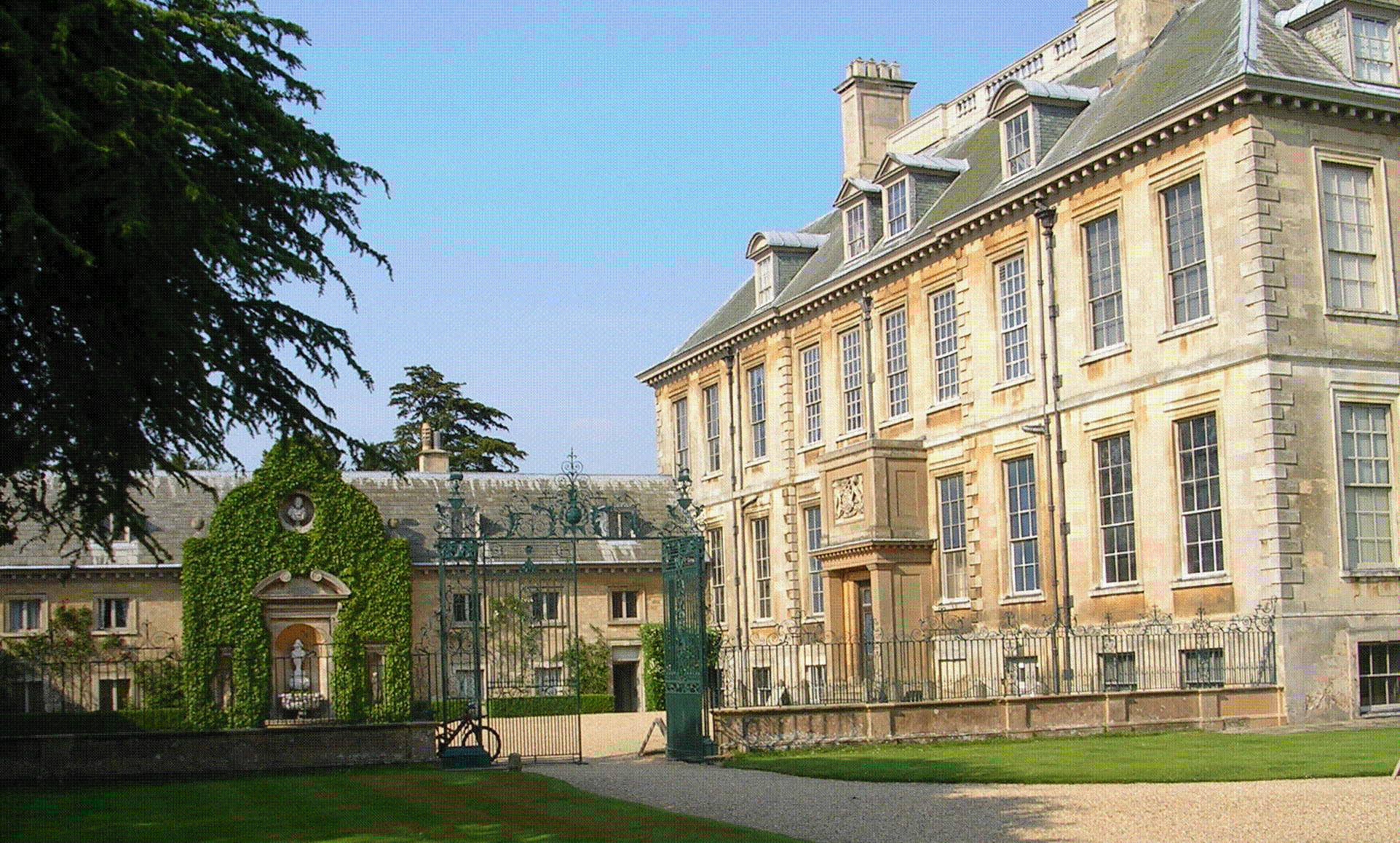
Západní fasáda. Mnohá okna jsou nepravá a jsou umístěna tak, aby byla symetrická. Barokní kovaná brána (pravděpodobně od Johna Warrena) uzavírá nádvoří mezi domem a stájemi a vytváří tak dojem čestného dvora u západního vchodu do domu.

Nikolaus Pevsner popsal Belton jako „dům, který představuje spíše dovršení než inovaci“, zatímco Nigel Nicolson jej označil za „shrnutí všeho nejlepšího v jediném skutečně lidovém [architektonickém] stylu Anglie od pozdních Tudorovců“. Belton je zmenšenou verzí Clarendon House, navrženého a postaveného Rogerem Prattem a zbořeného v roce 1683. Podle tohoto vzoru byl Belton House postaven se dvěma podlažími nad polosuterénem a s obslužnými křídly, čímž vznikla budova ve tvaru písmene „H“ o hloubce dvou místností a s frontonem nad středním průčelím na obou stranách. Exteriér Belton House byl postaven z 1 750 000 cihel, obložen ancasterským kamenem z lomu v Heydouru v Lincolnshiru a kvádříkovým zdivem z kettonského kamene. Klasicistní ozdoby na fasádu přidal James Wyatt v letech 1777 až 1778.
Druhé patro má paralelní členění s okny odpovídajícími oknům v prvním patře pod ním. V obou podlažích byla použita tehdy nejnovější křídlová okna, v polosuterénu a podkroví byla použita staromódnější sloupková a příčková okna, což svědčí o nižším postavení obyvatel těchto podlaží. Exteriér tak zdůrazňuje, že dvě hlavní patra domu jsou určena pro oficiální a rodové účely, zatímco prostory pro personál a obsluhu jsou omezeny na polosuterénní a podkrovní podlaží. Tato koncepce, kdy personál a domácí záležitosti nejsou na očích (pokud nejsou potřeba), byla poměrně nová a poprvé ji použil Pratt při návrhu Coleshill House v Berkshire. Dobový komentátor Roger North chválil zadní schodiště jako jeden z nejdůležitějších vynálezů své doby.
Není úplně jisté, kdo Belton House navrhl, ale obecně se považuje za dílo Williama Windeho. Dům byl dříve připisován siru Christopheru Wrenovi a na základě podobnosti domu s Clarendon House se také předpokládá, že Belton mohl navrhnout kterýkoli kompetentní projektant. Předpoklad, že architektem byl Winde, vychází ze stylové podobnosti Beltonu a opatství Coombe, které Winde přestavěl v letech 1682 až 1685, i jeho vazby na některé z řemeslníků, kteří v Beltonu pracovali. V dopise z roku 1690 Winde doporučuje štukatéra dalšímu ze svých mecenášů na základě jeho práce v Coombe Abbey, Hampstead Marshall a Beltonu a předtím spolupracoval s tesařem Edwardem Willcoxem, který dodal kopuli.

John a Alice Brownlowovi sestavili pro práci na projektu jeden z nejlepších týmů řemeslníků, které v té době působily. V jeho čele stál zednický mistr William Stanton, který dohlížel na projekt a samostatně se ujímal prací, například na servisním křídle. Jeho zástupce John Thompson spolupracoval se sirem Christopherem Wrenem na několika jeho londýnských kostelech, zatímco hlavní truhlář John Sturges pracoval v Chatsworth House pod vedením Williama Talmana. Kovářský mistr John Warren pracoval pod Stantonovým vedením na Denham Place v Buckinghamshiru a jemné kované brány a jejich ozdobné rámy v Beltonu mohou být jeho dílem. Stavitelé Beltonu tedy byli natolik kompetentní, že Winde možná nemusel udělat o mnoho víc, než jen poskytnout své plány a výkresy a interpretaci nechat na řemeslnících na místě. Tuto teorii dále dokládá vnější vzhled přilehlého stájového bloku. O něm je známo, že je více provinční a méně mistrovský v proporcích a že je zcela dílem Stantona.

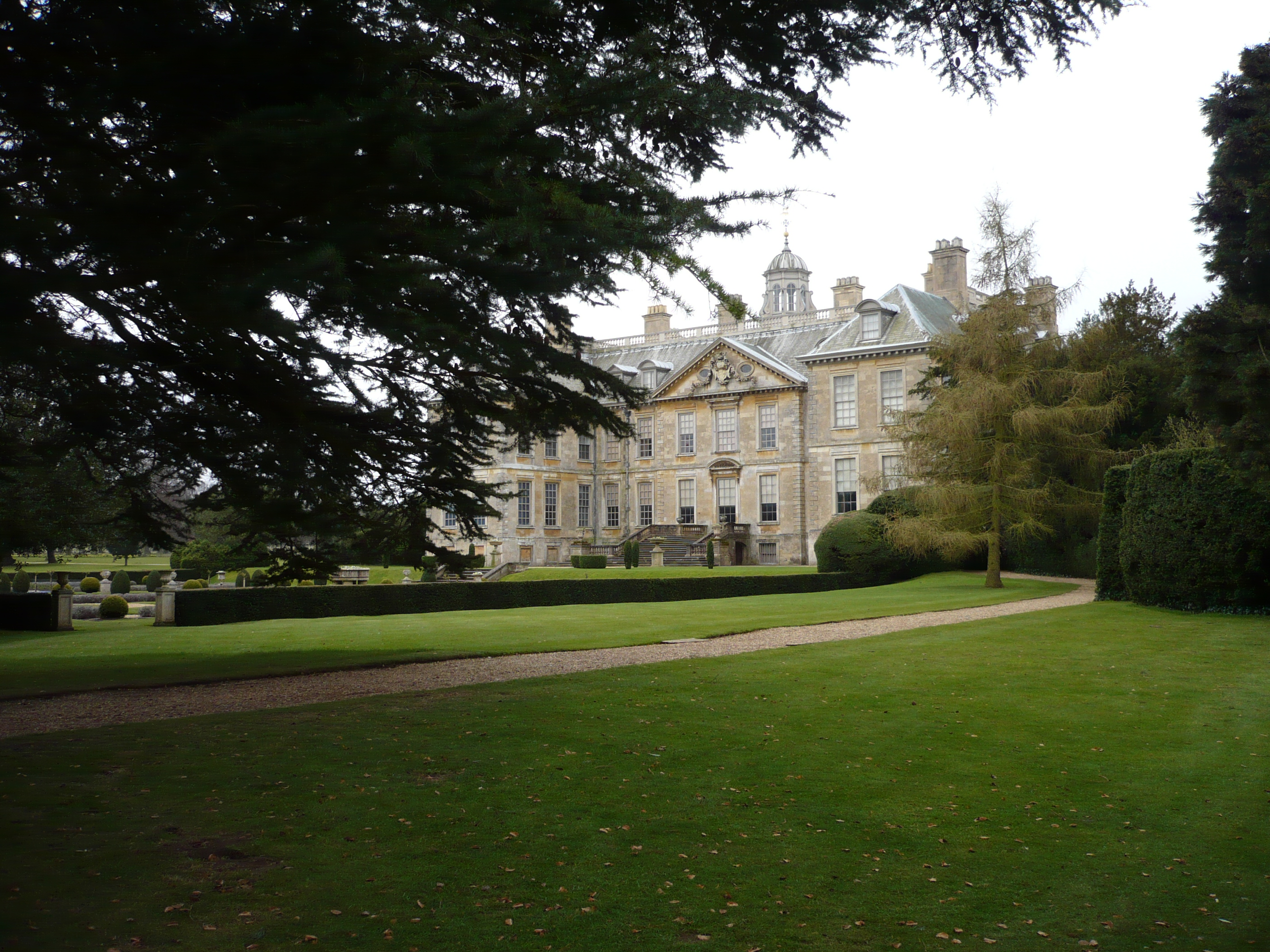
Severní fasáda Belton House
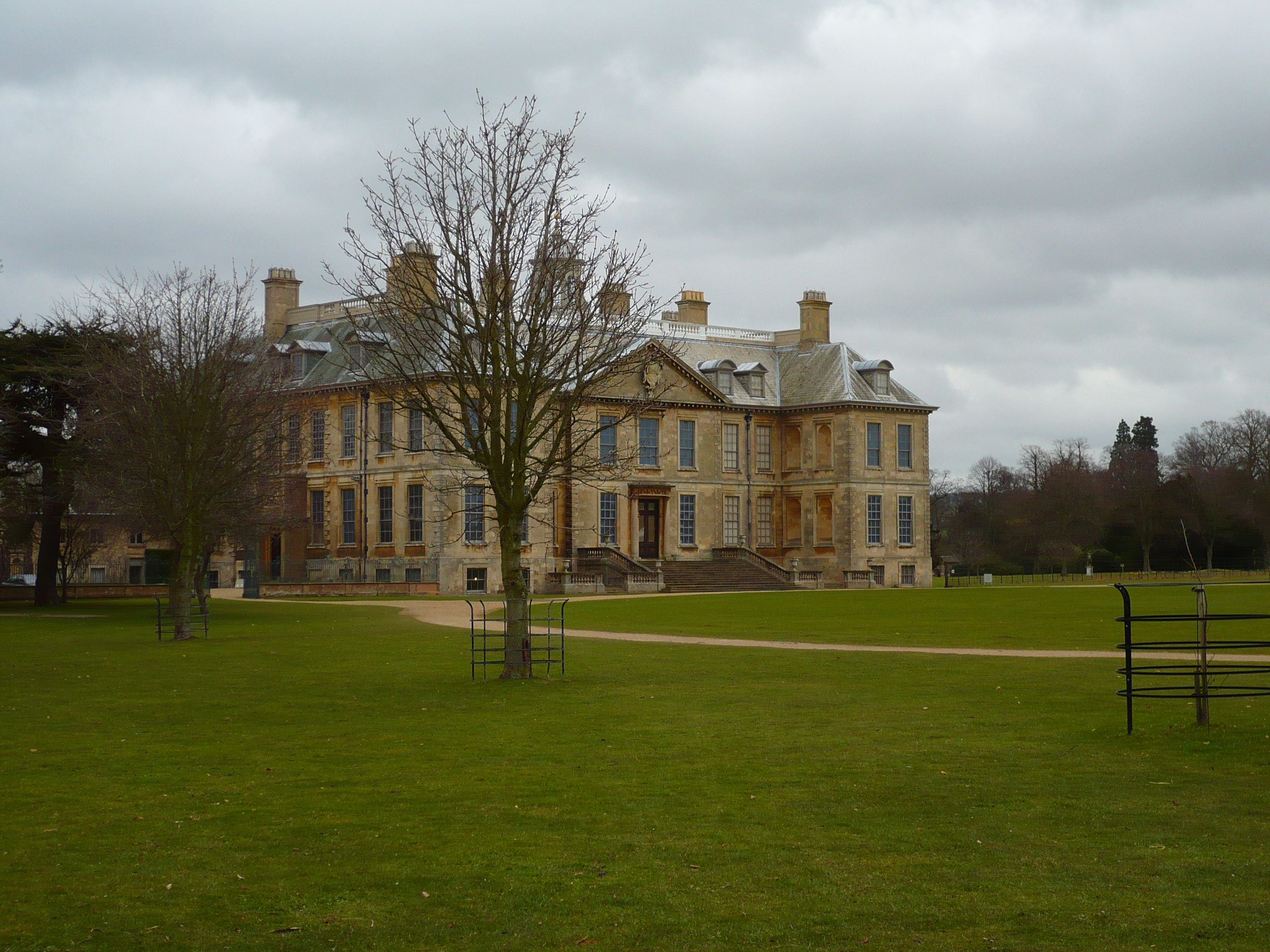
Jižní strana Belton House
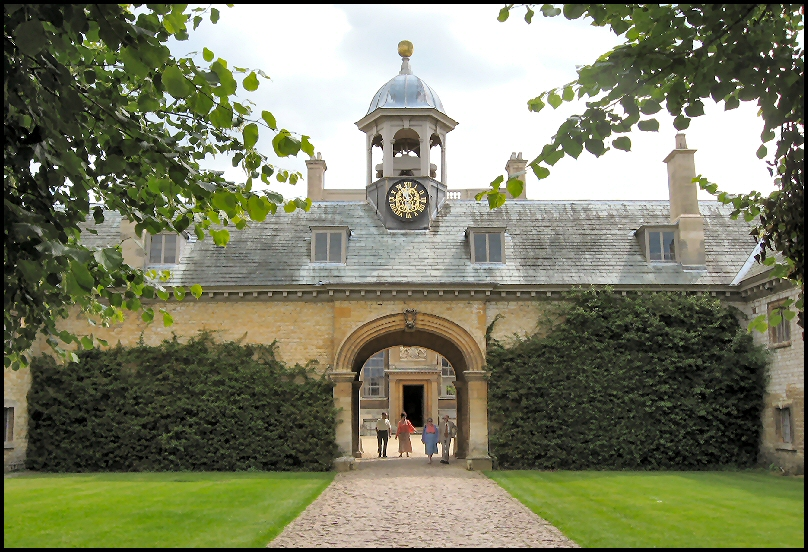
Vchod na západní nádvoří Belton House
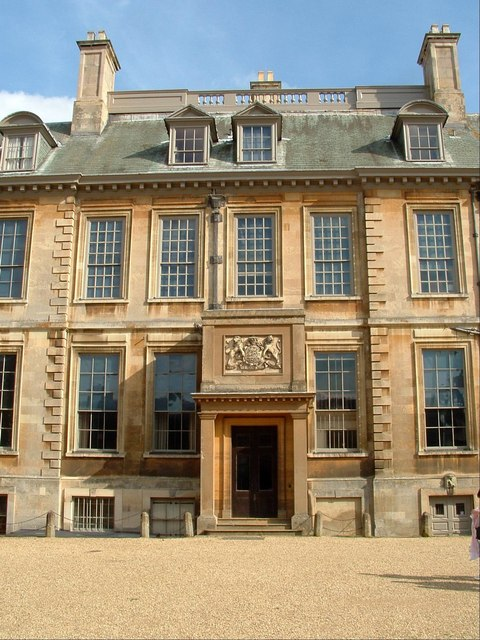
Pohled na Belton House z nádvoří

### Interiér

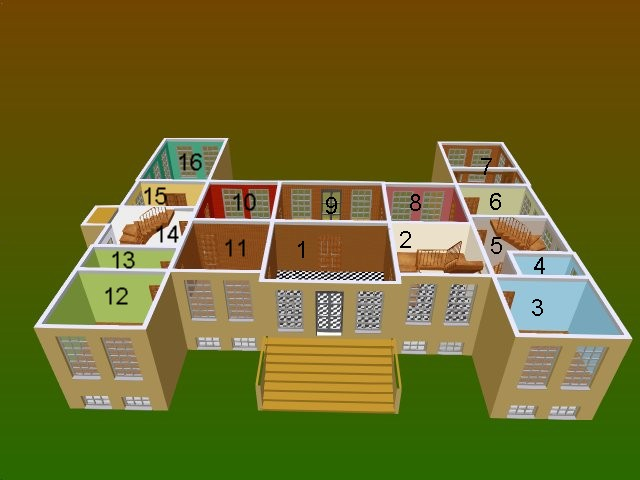
Plán Belton House. 1: Mramorový sál; 2: Velké schodiště; 3: Ložnice, nyní Modrý pokoj; 4: Komora na sladkosti; 5: Zadní schodiště a východní vchod; 6: Kreslírna kaple; 7: Kaple (dvojitá výška); 8: Tyrconnelův pokoj; 9: Salon; 10: Červený salonek; 11: Malý salonek (nyní Gobelínový pokoj); 12: Školní pokoj; 13: Šatna; 14: Zadní schodiště a západní vchod; 15: Služební pokoj (nyní Snídaňová místnost); 16: Horní patro kuchyně (nyní Hondecoeterův pokoj).

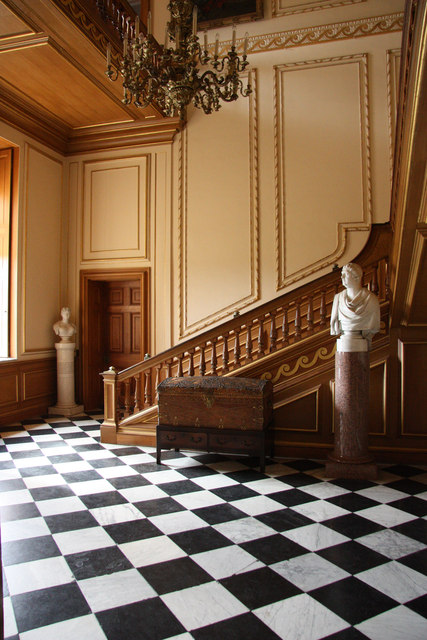
Marble Hall

Vnitřní půdorys Beltonu byl na svou dobu zastaralý. Po restauraci Stuartovců v roce 1660 a přílivu evropských myšlenek začaly paláce následovat kontinentální módu souboru reprezentačních pokojů, které se skládaly z přijímacího pokoje, šatny a ložnice a vycházely z obou stran centrálního salonu nebo haly. Tyto místnosti pak byly trvale vyhrazeny k užívání vysoce postaveným hostům, například panovníkovi na návštěvě. Belton má sice ve svém středu salón, ale enfilády reprezentačních pokojů menšího rozměru jej neobklopují. Možným důvodem tohoto neobvyklého uspořádání je skutečnost, že ačkoli Brownlowové disponovali velkým bohatstvím, jejich titul byl pouze baronetský a jejich majetek byl starý sotva sto let. Byli považováni za nižší šlechtu, nikoli za vysokou aristokracii. Stavba královského apartmá by proto byla spíše projevem naděje než reálným očekáváním královského hosta. Když Vilém III. pobýval v Belton House, obýval tzv. „Best bedchamber“, velkou místnost s přilehlou komorou nad salonem, která se napojovala přímo na  velkou jídelnu ve druhém patře.
Tato táflovaná místnost byla v roce 1841 nově upravena pro návštěvu královny Adelaidy, vdovy po Vilémovi IV., kdy byla obnovena jeho původní funkce královské ložnice. Nachází se zde velká postel s baldachýnem ve stylu rokoka, v níž královna spala, doplněná královským monogramem „AR“ (Adelaide Regina) vyšitým na čele postele. Další místnosti ve druhém patře jsou převážně ložnice, k nimž patří Čínský pokoj (přímo nad Tyrconnelovým pokojem) s původními ručně malovanými čínskými tapetami z 18. století, Žlutý pokoj (přímo nad Modrým pokojem) a Windsorská ložnice (přímo nad Školním pokojem). Její název je odvozen od události, kdy ji v roce 1936 během abdikační krize používal Eduard VIII. Dnes je v Beltonu stálá expozice věnovaná této události. Další královský návštěvník, král Karel III., pokoj také často využíval, když byl kadetem v nedalekém RAF Cranwell.
Toto řešení vycházelo ze staršího styl, kdy byly přijímací pokoje a ložnice rozptýleny v obou hlavních patrech. Použité uspořádání se řídilo teorií Rogera Pratta, že pokoje pro hosty a rodinné pokoje by měly být zcela oddělené. V důsledku této teorie obývala rodina pokoje v prvním a druhém patře západního a východního křídla, přičemž reprezentační pokoje byly uprostřed. Velké schodiště, navržené jako velkolepé a impozantní, stoupalo na východní straně domu a tvořilo část hlavní cesty hostů z haly a salonu v prvním patře do hlavní jídelny a ložnice ve druhém.

Hlavní vstupní hala, recepce a rodinné ložnice byly umístěny v přízemí a prvním patře nad nízkým polosuterénem obsahujícím obslužné místnosti. Ke dvěma hlavním vstupům do sídla uprostřed severní i jižní fasády vedla vnější schodiště, původně jedno rozevřené na severní straně a dvojité na jižní straně, která byla od té doby nahrazena jednotlivými širokými stupni.

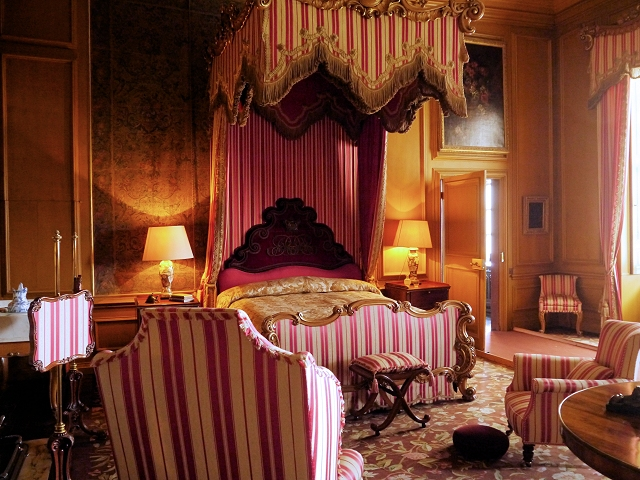
Ložnice v Belton House
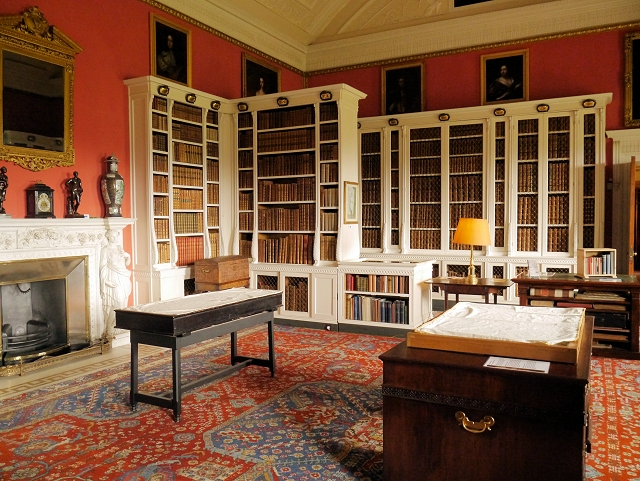
Knihovna
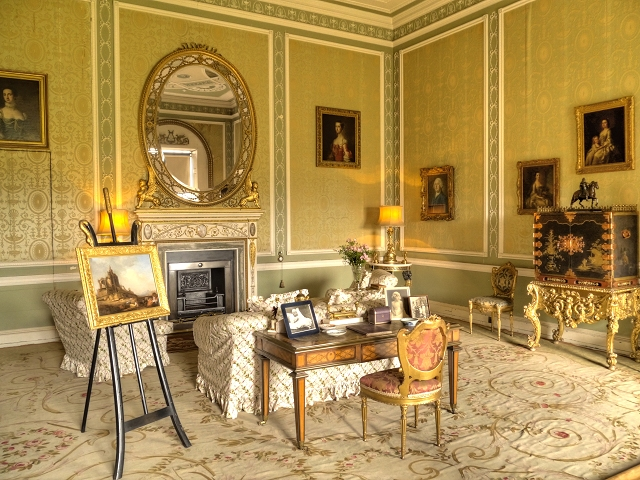
Boudoir
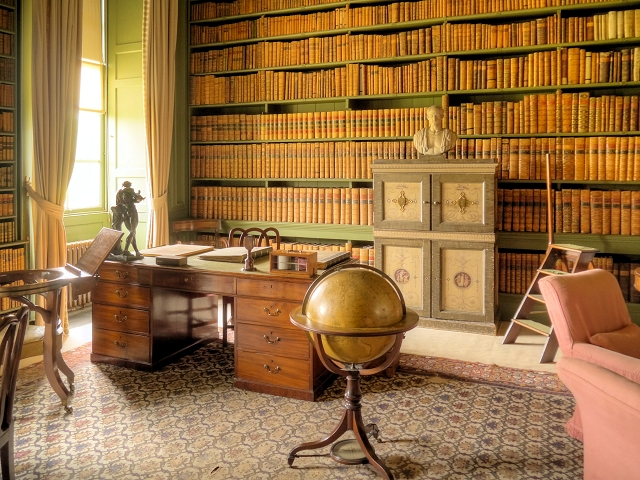
Studovna
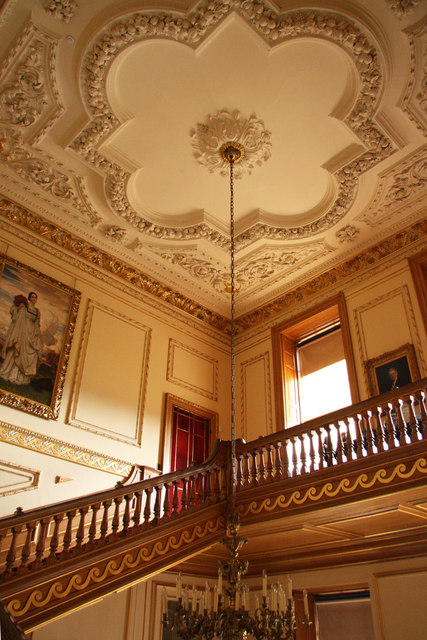
Schodiště

## Zahrada a park
V roce 1690 získal sir John Brownlow povolení ohradit území o rozloze 1000 akrů (4 km2) a přeměnit je na park s povolením chovat jeleny. Existují důkazy, které naznačují, že část této oblasti byla parkem nejméně od roku 1580. Park byl rozdělen alejemi, včetně dodnes zachované Východní aleje, která vede východně od domu. Brownlow také nechal vyhloubit velký rybník nebo jezero a vysadil 21 400 jasanů, 9500 dubů a 614 ovocných stromů. Předpokládá se, že s rozvržením zahrad mohl radit William Winde. Blíže k domu se nacházela řada formálnějších zahrad, včetně kanálových rybníků lemovaných výsadbami se symetrickými promenádami připomínajícími „rond-pointy“ (kruhové mýtiny v zahradě, z nichž vycházejí přímé cesty), které zavedl zahradní architekt André Le Nôtre. Koncem 18. století byly tyto formální partery odstraněny a rybníky u kanálu zasypány. Lord Tyrconnel nechal zřídit za mnoho architektonických prvků, které se dochovaly v parku a zahradě. V letech 1742 až 1751 pro něj byla postavena řada okrasných stavbiček, tzv. follies, včetně gotické zříceniny, kaskády a vyhlídky či belvederu známého jako Bellmount Tower. Při stavbě měla věž po obou stranách dvě malá křídla, která byla později odstraněna.

1. hrabě Brownlow přiměl Jeffryho Wyattvilla, aby obrátil svou pozornost od domu k parku, a Wyattville vytvořil italskou zahradu, kterou zkrášlila oranžerie a nově vytvořená Lví exedra. V roce 1838 Brownlow pověřil Anthonyho Salvina, aby provedl úpravy parku. Salvinovy přístavby zahrnovaly hostinec, záchodky, poustevnu a loděnici. Zahrady a park v Beltonu jsou zapsány na seznamu historických parků a zahrad Historické Anglie (Historic England's Register of Historic Parks and Gardens) na I. stupni ochrany.

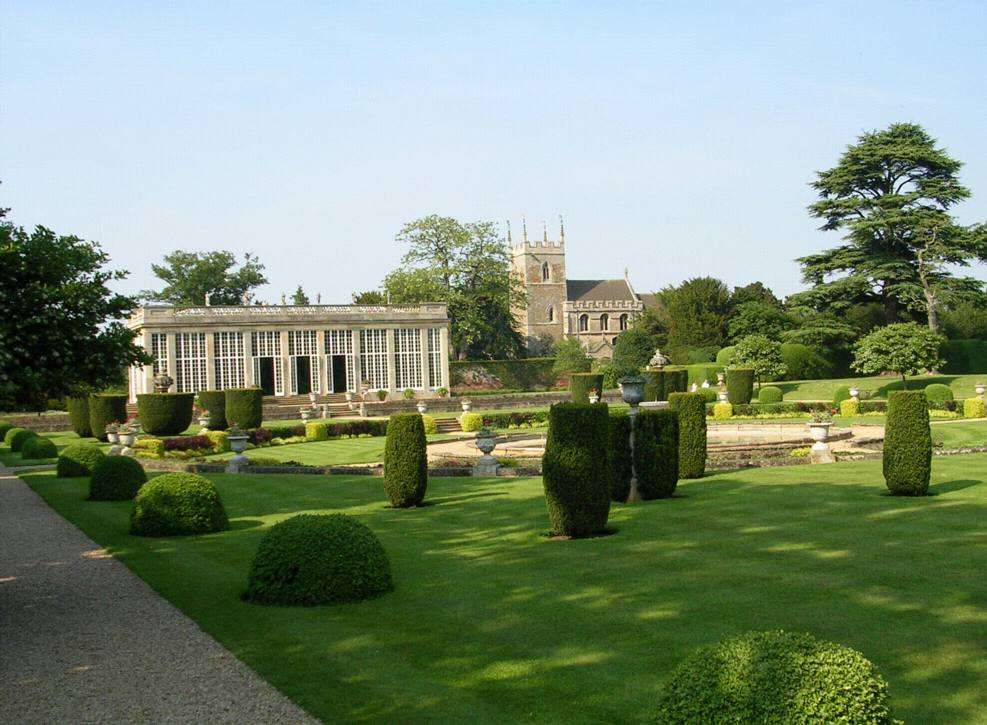
Italská zahrada, oranžerie a kostel. Oranžerii a zahradu navrhl Jeffry Wyatville na počátku 19. století.
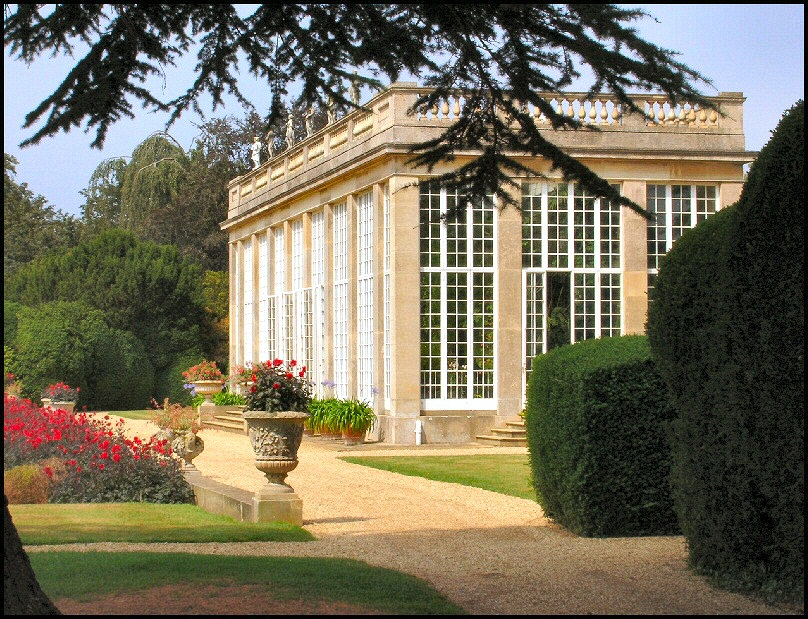
Oranžerie
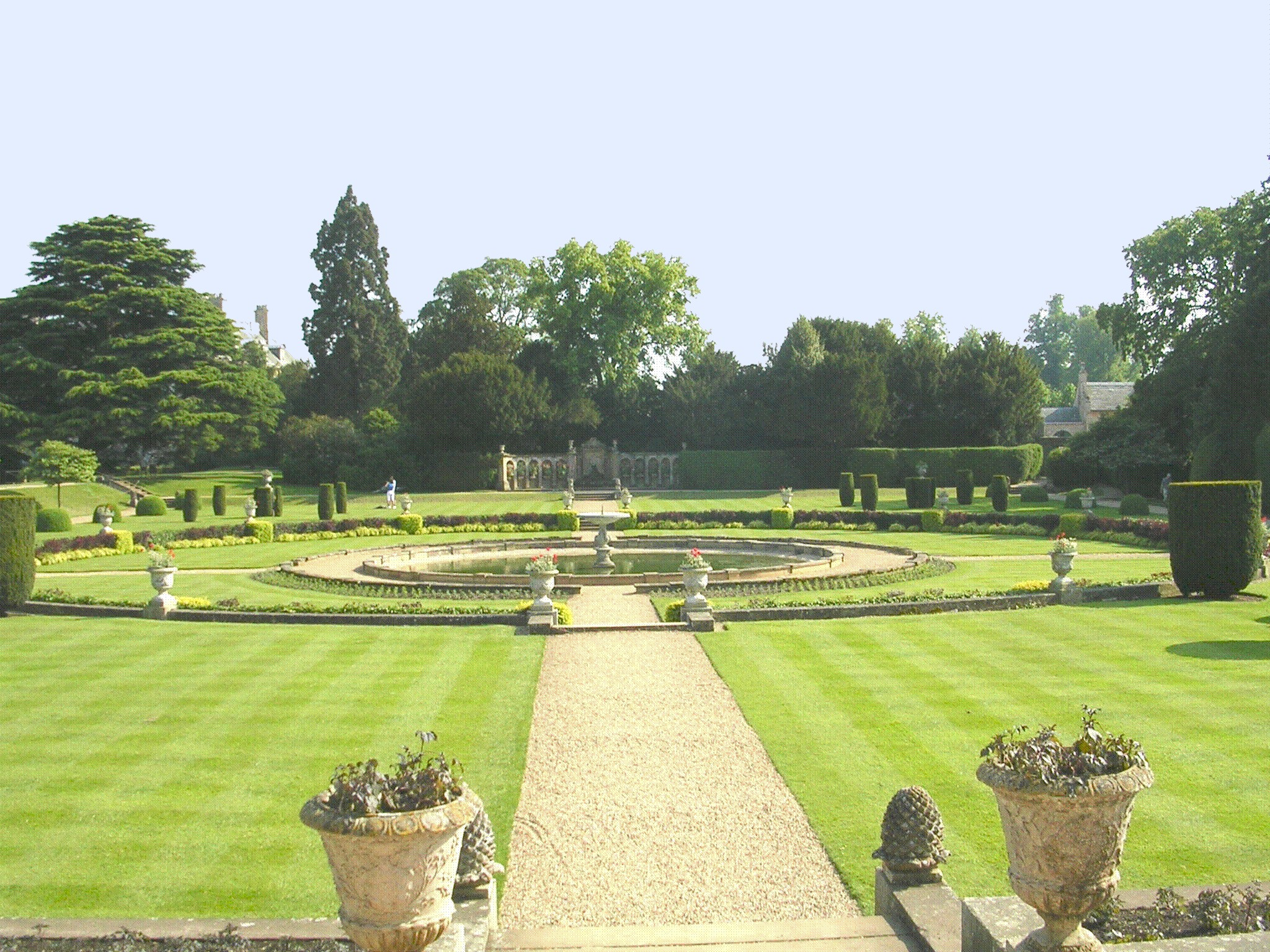
Italská zahrada z Oranžerie při pohledu na Lví exedru
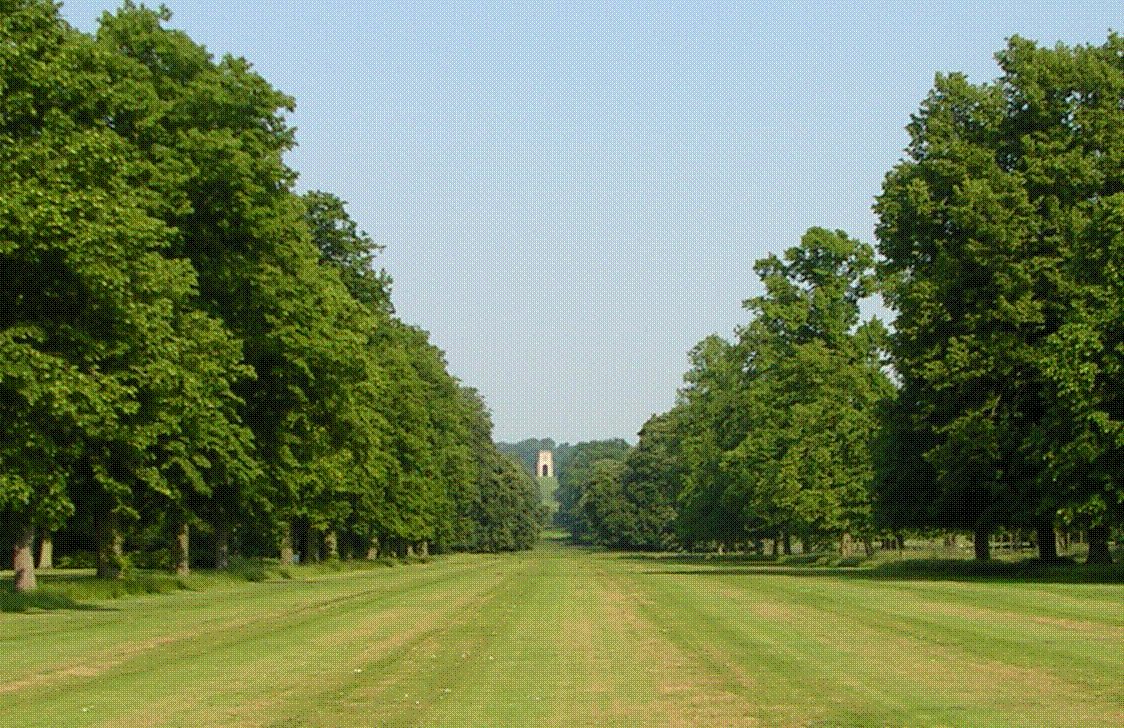
Pohled z východního průčelí domu, podél Východní třídy, přes park směrem k Bellmount Tower vikomta Tyrconnela, postavené kolem roku 1750.
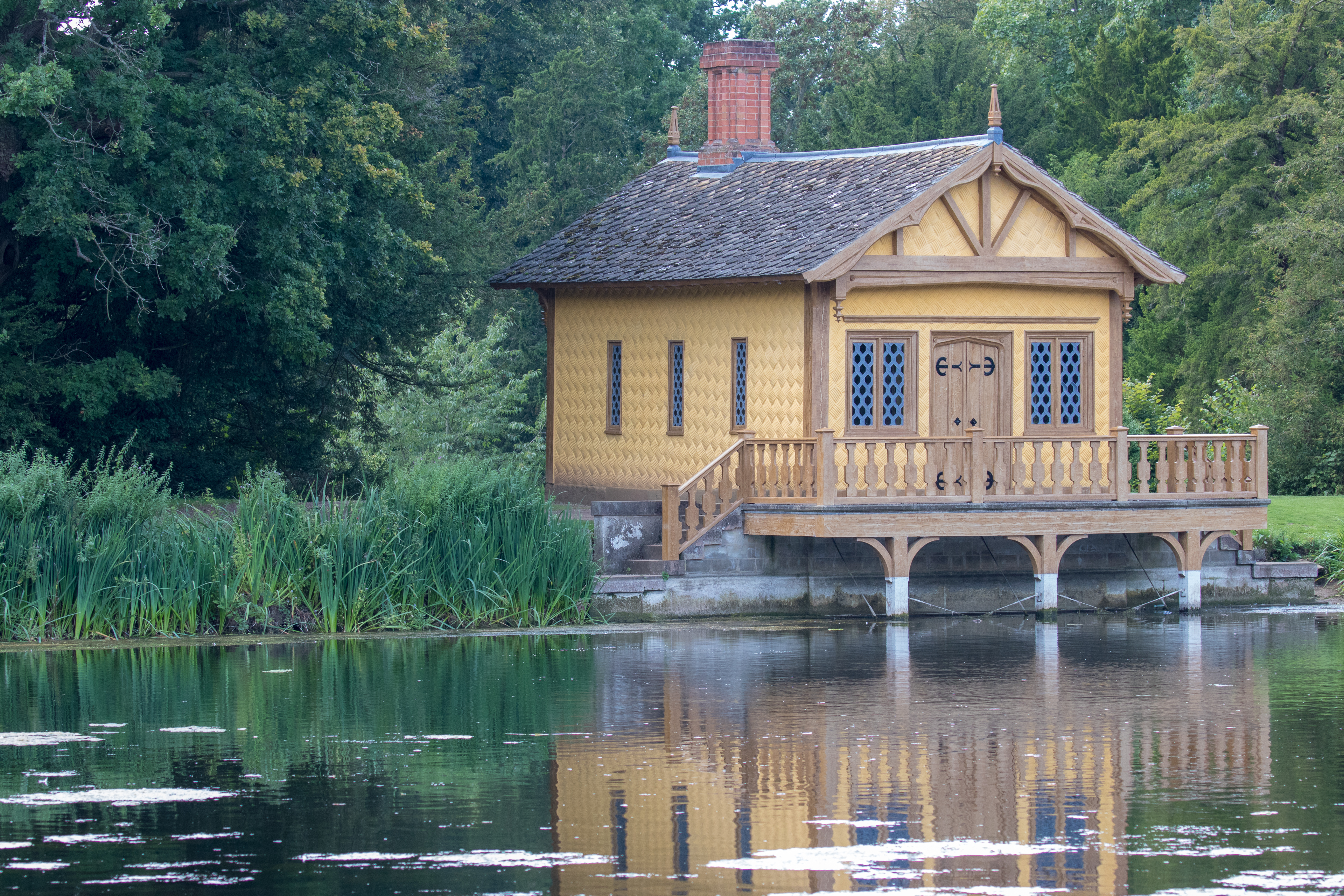
Loděnice od Anthonyho Salvina

## Chráněná památka
Na panství Belton se nachází řada památkově chráněných budov. Samotný dům je památkově chráněn stupněm I, stejně jako stáje, zatímco přepážka na západním nádvoří, západní křídlo a pivovar jsou památkově chráněny stupněm II. Severozápadně od domu se nachází italská zahrada s řadou památkově chráněných objektů včetně oranžerie a schodů a párů okrasných uren na severu a na jihu, fontány, terasové zdi a lví exedry, vše stupně II. Severně od domu, na terase, se nacházejí dvě dvojice soch a uren, osm dalších uren na hlavní ose zahrady, dvě cisterny v holandské zahradě a socha, vše památkově chráněno na stupni II.